# کیارا نولین
کیارا نولین (به انگلیسی: Kiara Nowlin) ژیمناست زادهٔ ۲۷ نوامبر ۱۹۹۵ میلادی اهل کشور ایالات متحده آمریکا است.